# Ivan Malý
Ivan Malý (* 18. ledna 1964 Brno) je český právník, ekonom a vysokoškolský pedagog, v letech 2005 až 2007 a opět v letech 2010 až 2012 děkan Ekonomicko-správní fakulty Masarykovy univerzity (ECON MUNI). 

## Život
V roce 1986 úspěšně dokončil studium práva na Právnické fakultě UJEP v Brně, získal tak titul magistr a začal pracovat jako odborný referent na okresním národním výboru. O rok později získal v rámci rigorózního řízení také titul doktora práv. V roce 1988 začal působit jako výzkumný pracovník ÚEŘNS UJEP. Po sametové revoluci se v roce 1990 stal členem akademického senátu Masarykovy univerzity a akademického senátu ECON MUNI, jehož byl zároveň dva roky předsedou. O rok později nastoupil jako odborný asistent na ECON MUNI. V roce 1993 získal titul kandidáta věd na Vysoké škole ekonomické v Praze.
V roce 1995 začal Malý pracovat jako odborný asistent na Fakultě managementu v Jindřichově Hradci, která byla tehdy součástí Jihočeské univerzity (dnes spadá pod VŠE). V roce 1997 se však vrátil jako odborný asistent na ECON MUNI, kde se o rok později habilitoval v oboru veřejná ekonomie a zároveň se stal členem vědecké rady ECON MUNI. V roce 1999 se poté stal vedoucím Katedry veřejné ekonomie ECON MUNI a zároveň proděkanem této fakulty. V letech 2002 až 2009 poté působil jako člen akreditační komise ministerstva vnitra.

### Děkan a prorektor
V roce 2005 byl zvolen děkanem ECON MUNI, když ve funkci nahradil Antonína Slaného, který ve funkci skončil v roce 2004. V roce 2008 jej ve funkci vystřídal Martin Svoboda. Toho však ve funkci děkana Malý opět sám v červnu 2010 nahradil poté, co Svoboda v březnu 2010 rezignoval v souvislosti s obviněními z rozsáhlého plagiátorství. Ve funkci tentokrát setrval do léta 2012, kdy se jeho nástupcem stal Antonín Slaný, jehož sám v roce 2005 nahrazoval. V roce 2012 se totiž Malý stal prorektorem Masarykovy univerzity pro strategii, přičemž ve funkci setrval až do roku 2019.

### Stáže a vědecké rady
Během své kariéry absolvoval několik různých stáží, kdy působil například na University of Plymouth ve Velké Británii, University of Nevada v Reno v Nevadě a Berkeley University v Kalifornii. Vedle vědecké rady ECON MUNI byl Malý také členem vědeckých rad celé řady dalších univerzit; v letech 2005 až 2023 byl členem vědecké rady Masarykovy univerzity, v letech 2005 až 2008 byl členem vědecké rady Fakulty ekonomicko-správní Univerzity Pardubice, v letech 2002 až 2008 Fakulty managementu Vysoké školy ekonomické, v letech 2007 až 2013 Obchodně podnikatelské fakulty v Karviné Slezské univerzity v Opavě, v letech 2011 až 2014 Národohospodářské fakulty Vysoké školy ekonomické, v letech 2010 až 2015 Fakulty ekonomiky a managementu Univerzity obrany a v letech 2012 až 2020 Ekonomické fakulty VŠB-TUO.